# Antoine Béchamp
Pierre Jacques Antoine Béchamp (n. 16 octombrie 1816, Bassing⁠(d), Meurthe, Franța – d. 15 aprilie 1908, Paris, Franța) a fost un om de știință francez cunoscut pentru descoperirile sale în chimia organică aplicată și pentru rivalitatea sa cu Louis Pasteur.
Béchamp a dezvoltat reductia Béchamp, o metodă ieftină de producere a coloranților cu anilină, permițându-i lui William Henry Perkin să lanseze industria coloranților sintetici. Béchamp a sintetizat, de asemenea, primul medicament organic pe bază de arsenic, acidul arsanilic, din care Paul Ehrlich a sintetizat mai târziu salvarsanul, primul medicament chimioterapeutic.
Rivalitatea lui Bechamp cu Pasteur a fost inițial legată de atribuirea fermentației la microorganisme, mai târziu a continuat cu atribuirea îmbolnăvirii viermilor de mătase din cauza microorganismelor și în cele din urmă a culminat după ce Bechamp a contestat validitatea teoriei germenilor bolii.
Béchamp a susținut că a descoperit că „granulațiile moleculare” din fluidele biologice erau de fapt unitățile elementare ale originii vieții. El le-a numit microzime – adică „enzime minuscule” – și a considerat că acestea produc atât enzime, cât și celule în timp ce „evoluează” în condiții favorabile în organisme multicelulare. Béchamp a negat, de asemenea, că bacteriile ar putea invada un animal sănătos și ar putea provoca boli, susținând în schimb că condițiile nefavorabile ale gazdei și de mediu destabilizează microzimele native ale gazdei și descompun țesutul gazdei prin producerea de bacterii patogene.
În timp ce teoria celulară și teoria germenilor au fost acceptată pe scară largă, teoria granulațiilor moleculare au fost respinse de consensul științific actual. Versiunea lui Béchamp, teoria microzimiană, a fost reținută de grupuri mici, în special în medicina alternativă. Munca sa de a înțelege modul în care „terenul” poate afecta boala ar putea avea implicații în cercetarea emergentă a microbiomului.

## Viața timpurie, familie și educație
Béchamp s-a născut în Bassing, Franța în 1816, ca fiul unui morar. A locuit în București, România, între 7 și 18 ani, cu un unchi care lucra în biroul ambasadorului Franței. A fost educat la Universitatea din Strasbourg, a obținut titlul de doctor în științe în 1853 și doctor în medicină în 1856 și a condus o farmacie în oraș. În 1854 a fost numit profesor de chimie la Universitatea din Strasbourg, post ocupat anterior de Louis Pasteur.

## Carieră
În 1856, după ce a primit diploma de medicină, Béchamp a ocupat un post la Universitatea din Montpellier, unde a rămas până în 1876, când a fost numit decan al Facultății Catolice de Medicină al Universității din Lille. Perioada lui Béchamp la Lille a fost una furtunoasă, deoarece disputa sa cu Pasteur a dus la eforturi pentru ca opera sa să fie plasată în Index Librorum Prohibitorum (indexul cărților interzise de Biserica Catolică). Béchamp s-a retras din acest conflict în 1886, a condus pentru scurt timp o farmacie împreună cu fiul său și, în cele din urmă, s-a mutat la Paris, unde i s-a oferit un mic laborator la Sorbona. Unul dintre studenții săi a fost Victor Galippe⁠(d), un medic care a studiat microorganismele din plante și rolul lor în sănătatea umană. A murit la vârsta de 91 de ani, opera sa dispărând într-o obscuritate științifică, în timp ce versiunea lui Pasteur a teoriei germenilor a devenit dominantă. Un scurt necrolog din British Medical Journal⁠(d) a remarcat că numele lui Béchamp a fost „asociat cu controverse trecute cu privire la priorități pe care ar fi inutil să le amintim”.
În zilele noastre, munca lui Béchamp continuă să fie promovată de un mic grup de susținători ai medicinei alternative (cunoscuți și sub denumirea de negaționiști ai teoriei germenilor), inclusiv susținătorii teoriilor alternative ale cancerului, care resping teoria germenilor a lui Pasteur și susțin că ideile lui Béchamp au fost ignorate pe nedrept. Aceștia îl acuză pe Pasteur, precum și Academia Franceză de Științe, că au plagiat și apoi au suprimat opera lui Béchamp, citând lucrări precum cea a lui Ethel Douglas Hume⁠(d) Béchamp or Pasteur: A Lost Chapter in the History of Biology din anii 1920.

### Teoria terenului
Bechamp a crezut că boala se produce într-o mare măsură ca o funcție a biologiei și ca urmare a schimbărilor care au loc atunci când procesele metabolice devin dezechilibrate (teoria terenului, a corpului uman). Germenii invadează și populează terenul ducând la apariția dezechilibrului, care în cele din urmă culminează în boală. Un teren slab este în mod natural mai vulnerabil la amenințările externe, deci trebuie să fie construit prin hrănire, detoxifiere și prin menținerea unui pH corect sau a unui echilibru acid/alcalin. Orice microb din exterior când vine în contact cu corpul uman nu găsește mediu favorabil pentru a se dezvolta și a aduce grave consecințe sănătății – instalând starea de boală. În concluzie, nutriția, detoxificarea și modul de gândire ar fi factori cheie în prevenirea și eliminarea bolilor.

## Literatură
- Buiuc, D.; Pânzaru, C. (2008). „Antoine Béchamp and Victor Cornil Memento for Romanian pharmacy, chemistry and medicine”. Revista medico-chirurgicala a Societatii de Medici si Naturalisti din Iasi (în Romanian). 112 (2): 560–566. PMID 19295038.